# Ninlil
Ninlil, dNIN.LÍL, Mulliltu, Mulliššu (Herrin der Luft/des Windes) ist eine Göttin der sumerischen und später auch der akkadischen, babylonischen und assyrischen Religion.

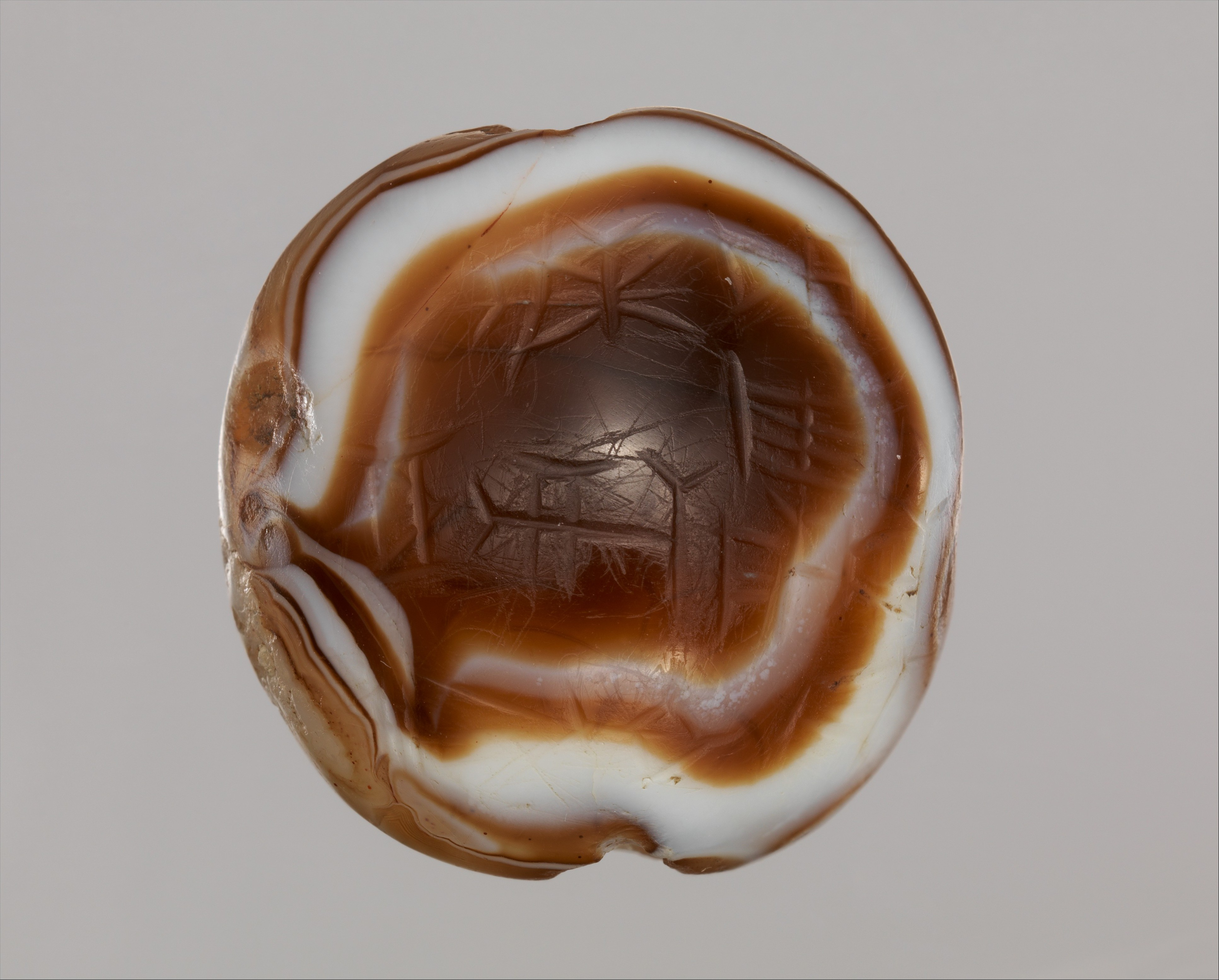
Augenförmige Achatperle mit einer Widmung an Ninlil durch den babylonischen König Kuri-galzu I. oder Kuri-galzu II.; Metropolitan Museum of Art (Inventarnummer 1994.433)

Ninlil war die Gemahlin des Enlil und die Mutter von Nanna, Nergal und Išum, den sie auf der Straße aussetzte. Zunächst war Ninlil eine der Muttergottheit untergebenen Gestalten, später dann neben dieser genannt. Sie erhielt ein stärkeres Profil, als sie als Fürsprecher bei Enlil hervortrat. Da Enlil in assyrischer Zeit mit Aššur identifiziert wurde, wurde Ninlil neben Ištar zu dessen Frau oder Tochter bzw. wurde mit Ištar identifiziert.
Der Ešarra-Tempel des Aššur in Aššur besaß auch Kultbezirke für Ninlil. Der Tempel wurde durch die Deutsche Orient-Gesellschaft ab 1903 ausgegraben.